# 세검정 터
세검정 터(洗劍亭 터)는 서울 창의문(彰義門) 밖에 있던 정자다. 조선 영조 24년(1748년)에 세웠다. 그 이름은 인조반정 때 이귀·김유 등 이곳에 모여 광해군 폐위를 결의하고 칼날을 세웠다는 데서 유래했다. 1976년 11월 11일 서울특별시의 기념물 제4호로 지정되었다.

## 개요
세검정은 조선 숙종(재위 1674∼1720)때 북한산성을 축조하면서 군사들의 휴식처로 세웠다고도 하며, 연산군(재위 1494∼1506)의 유흥을 위해 지은 정자라고도 전한다. 세검정이란 이름은 광해군 15년(1623) 인조반정 때 이곳에서 광해군의 폐위를 의논하고 칼을 갈아 날을 세웠다고 한데서 세검(洗劍)이라는 이름이 유래되었다고 한다. 이 정자는 평면상 T자형이고, 지붕은 옆면에서 볼 때 여덟 팔(八)자 모양인 팔작지붕이다. 영조 24년(1748)에 고쳐 지었으나 1941년에 불타 없어져서 1977년 옛 모습대로 복원하여 오늘에 이르고 있다. 세검정은 평화를 상징하는 정자로, 자연과 조화를 이루도록 설계되었다는 점 등에서 한국적인 건축의 참맛을 느낄 수 있는 귀중한 자료가 되고 있다.

## 사진

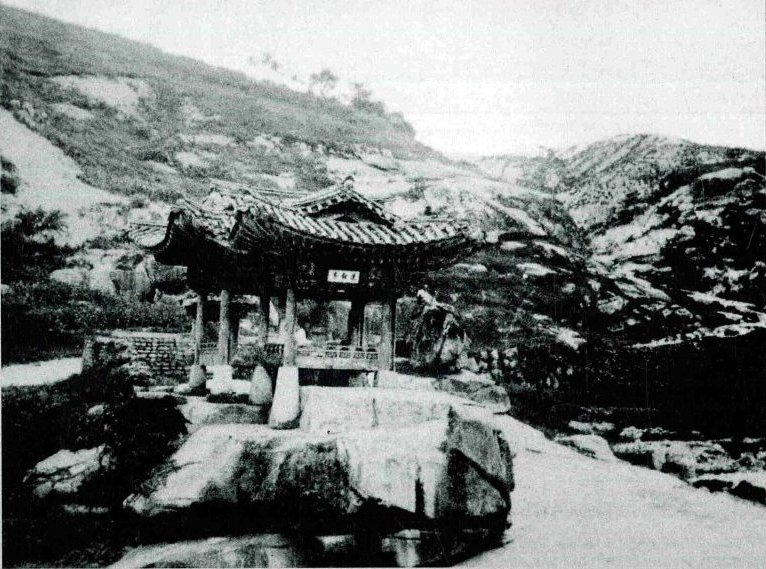
세검정 (1891년)
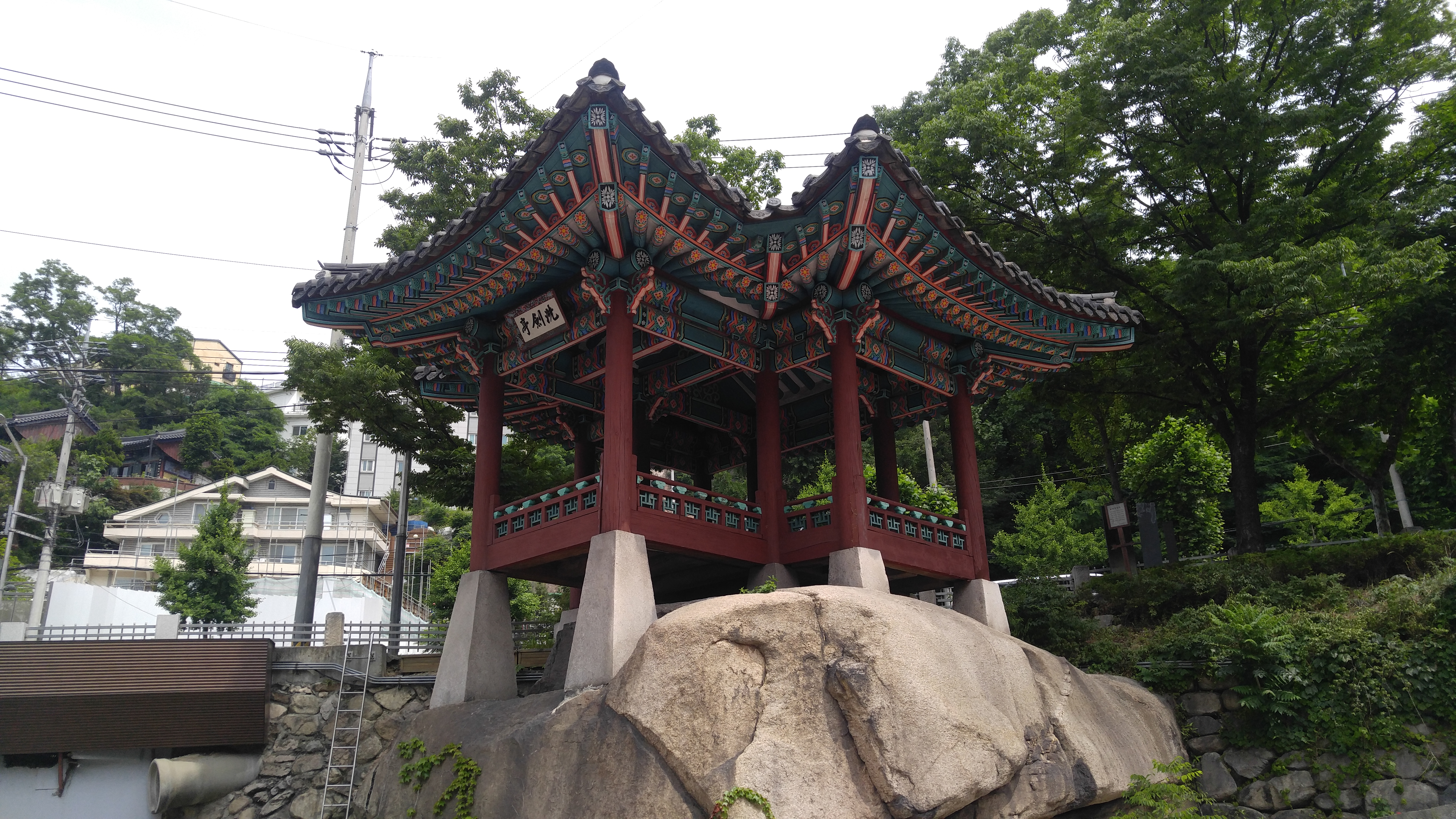
세검정
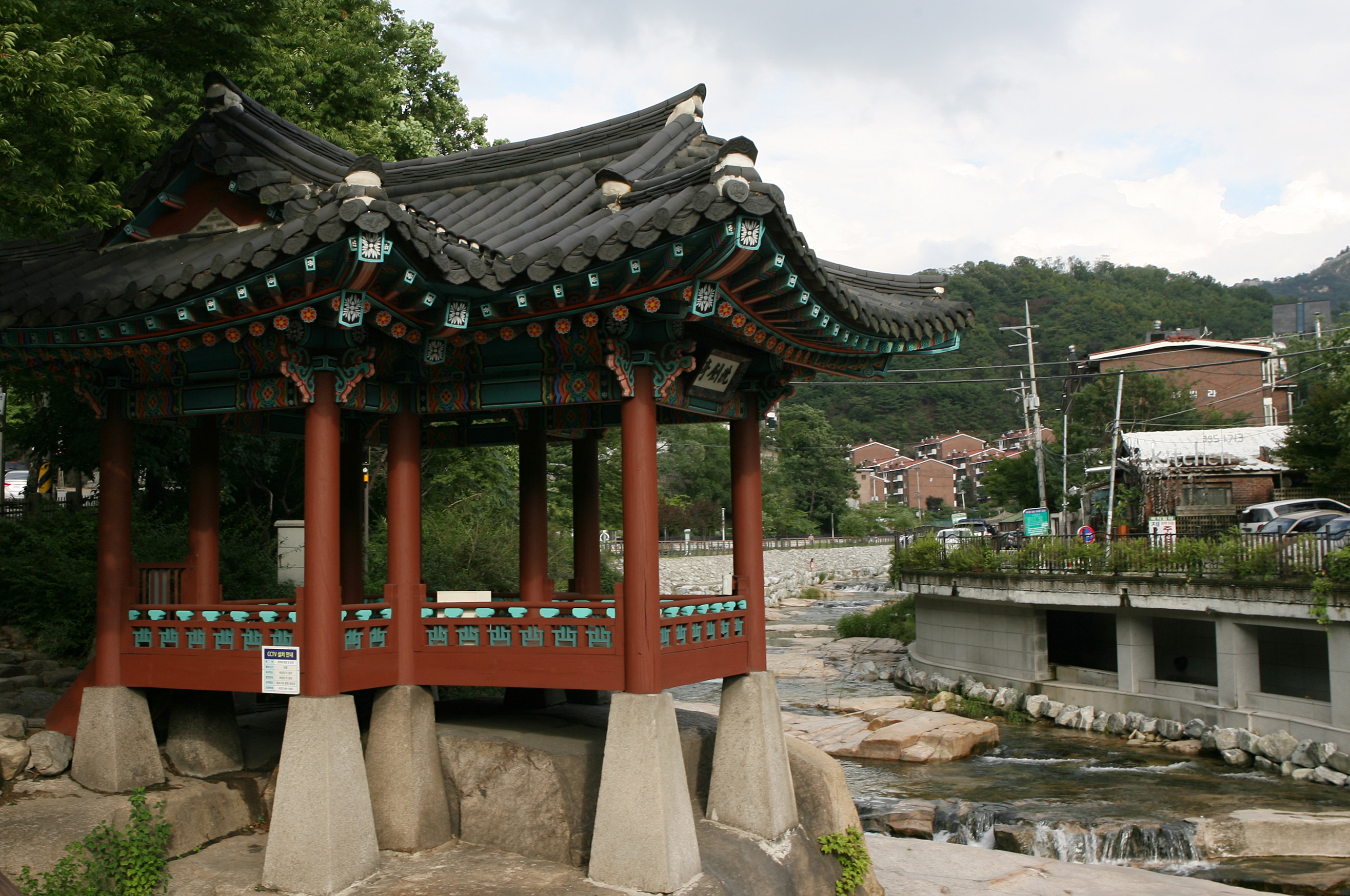
세검정

## 참고 자료
- 위키미디어 공용에 세검정 터 관련 미디어 분류가 있습니다.
- 세검정 터 - 국가유산청 국가유산포털
- 본 문서에는 서울특별시에서 지식공유 프로젝트를 통해 퍼블릭 도메인으로 공개한 저작물을 기초로 작성된 내용이 포함되어 있습니다.
- 이 문서에는 다음커뮤니케이션(현 카카오)에서 GFDL 또는 CC-SA 라이선스로 배포한 글로벌 세계대백과사전의 내용을 기초로 작성된 글이 포함되어 있습니다.

## 같이 보기
- 남경 (고려)